# Hold It Down
Hold It Down is het vijfde album van Madball, uitgebracht in 2000 door Epitaph Records.

## Track listing
1. Intro – 0:50
2. Can't Stop, Won't Stop – 1:01
3. Hold It Down – 2:19
4. Fall This Time – 2:28
5. Everyday Hate – 1:16
6. Done... – 1:38
7. Say What? – 1:50
8. D.I.F.M.M – 0:39
9. Show No Fear – 2:35
10. Never Look Back – 1:46
11. Still Searching – 2:13
12. Confessions – 1:45
13. Thinking To Myself – 3:39
14. Semper Fi – 2:47